# Vlajka Wallisu a Futuny

Francouzská vlajka
Poměr stran: 2:3

Francouzská námořní vlajka
Poměr stran: 2:3
Poměr šířek: 30:33:37

Vlajka Wallisu a Futuny, které jsou francouzským zámořským společenstvím (kód 986), je zároveň francouzskou vlajkou. Tato vlajka se používá pro všechny oficiální příležitosti.
Neoficiální vlajkou Wallisu a Futuny je tvořena červeným listem o poměru stran 2:3 s francouzskou vlajkou v kantonu a ve vlající části stylizovaným, bílým křížem, který se skládá ze čtyř trojúhelníků (alternativně se používá i vlajka s větším a realističtějším bílým křížem).
Tři tradiční království zámořského společenství - Uvea (na ostrově Wallis), Sigave (na západní straně ostrova Futuna) a Alo (na ostrově Alofi a na východní straně ostrova Futuna) mají i své místní vlajky.

## Galerie

### Vlajky tří království

Království Alo Poměr stran: 2:3
Království Sigave Poměr stran: 2:3
Království Uvea Poměr stran: 2:3

### Historické vlajky a návrhy

Neoficiální vlajka Wallisu a Futuny Poměr stran: 2:3
Vlajka království Uvea (1842–1860)
Vlajka království Uvea (1860–1886)
Vlajka království Uvea (1886–1887)
Vlajka uveajského krále (1837–1858)
Vlajka uveajského krále (1858–1887)
Neoficiální vlajka Wallisu a Futuny (1887–1910)
Neoficiální vlajka Wallisu a Futuny (1910–1985)